# Paul Bailly
 (juillet 2025).
La mise en forme du texte ne suit pas les recommandations de Wikipédia : il faut le « wikifier ».
Les points d'amélioration suivants sont les cas les plus fréquents :
- Les titres sont pré-formatés par le logiciel. Ils ne sont ni en capitales, ni en gras.
- Le texte ne doit pas être écrit en capitales (les noms de famille non plus), ni en gras, ni en italique, ni en « petit »…
- Le gras n'est utilisé que pour surligner le titre de l'article dans l'introduction, une seule fois.
- L'italique est rarement utilisé : mots en langue étrangère, titres d'œuvres, noms de bateaux, etc.
- Les citations ne sont pas en italique mais en corps de texte normal. Elles sont entourées par des guillemets français : « et ».
- Les listes à puces sont à éviter, des paragraphes rédigés étant largement préférés. Les tableaux sont à réserver à la présentation de données structurées (résultats, etc.).
- Les appels de note de bas de page (petits chiffres en exposant, introduits par l'outil «  Source ») sont à placer entre la fin de phrase et le point final[comme ça].
- Les liens internes (vers d'autres articles de Wikipédia) sont à choisir avec parcimonie. Créez des liens vers des articles approfondissant le sujet. Les termes génériques sans rapport avec le sujet sont à éviter, ainsi que les répétitions de liens vers un même terme.
- Les liens externes sont à placer uniquement dans une section « Liens externes », à la fin de l'article. Ces liens sont à choisir avec parcimonie suivant les règles définies. Si un lien sert de source à l'article, son insertion dans le texte est à faire par les notes de bas de page.
- La présentation des références doit suivre les conventions bibliographiques. Il est recommandé d'utiliser les modèles {{Ouvrage}}, {{Chapitre}}, {{Article}}, {{Lien web}} et/ou {{Bibliographie}}. Le mode d'édition visuel peut mettre en forme automatiquement les références.
- Insérer une infobox (cadre d'informations à droite) n'est pas obligatoire pour parachever la mise en page.

Pour une aide détaillée, merci de consulter Aide:Wikification.
Si vous pensez que ces points ont été résolus, vous pouvez retirer ce bandeau et améliorer la mise en forme d'un autre article.
Pour les articles homonymes, voir Bailly.
 (janvier 2024).
Si vous disposez d'ouvrages ou d'articles de référence ou si vous connaissez des sites web de qualité traitant du thème abordé ici, merci de compléter l'article en donnant les références utiles à sa vérifiabilité et en les liant à la section « Notes et références ».
 (janvier 2024).
Paul Bailly, né le 2 septembre 1903 à Nice, est un général d'armée aérienne français, en service de 1922 à 1959. 
Major de sa promotion à Saint-Cyr en 1924, résistant durant la seconde guerre mondiale, il gagne la Grande-Bretagne où il prend, le 23 août 1943, le commandement du groupe de bombardement n° 1. 
Général 5 étoiles, chef d'état-major de l'Armée de l'air, Grand-croix de la Légion d'honneur, il meurt, le 31 mai 1976, dans un accident de la route à Ligny-en-Barrois, dans la Meuse.

## Biographie

### Carrière militaire
Paul Bailly entre à Saint-Cyr en 1922. Major de sa promotion en 1924, le sous-lieutenant Bailly choisit l'aviation et se voit affecté au 3e régiment d'aviation de chasse.
Le 5 février 1926, il est breveté pilote militaire. Affecté au 39e régiment d'aviation du Levant, le lieutenant Bailly participe aux opérations du djebel Druze.
Le 31 octobre 1926, il rentre d'opération en Syrie, son avion criblé de balles. Son pilote a un bras déchiqueté, il parvient à régler le moteur jusqu'à l'atterrissage. Il perd son pied droit, sectionné par une balle.
Hospitalisé et fait Chevalier de la Légion d'honneur pour exploits de guerres à 23 ans, il est affecté au 34e régiment d'aviation. Il est promu capitaine en juin 1931. Il est affecté à la 54e escadre de reconnaissance et d'observation.
En 1931, il est choisi pour participer à la traversée automobile de l'Afrique, la Croisière Noire, organisée par André Citroën et le Général Joseph Vuillemin.
Il entre à l'Ecole de Guerre en mars 1935, est affecté au cabinet militaire du ministre de l'Air, Pierre Cot, en juillet 1937. Promu commandant, il est nommé à l'Etat-Major de l'Armée de l'Air, en janvier 1938.

### Seconde Guerre Mondiale (1939-1945)
A la mobilisation, le commandant Bailly rejoint le  Grand Quartier général des forces terrestres françaises (3e bureau). Il le quitte en décembre 1939 pour prendre le commandement du groupe de reconnaissance II/36. Détaché, le 3 juin 1940, au 3e bureau de l'Etat-Major général, il est nommé « Chargé de mission » à la vice-présidence du Conseil en février 1941.
En Avril 1942, il est affecté à l'inspection de la D.A.T. où il est promu Lieutenant-colonel en septembre. Il gagne ensuite la Grande-Bretagne, où il prend le commandement du groupe de bombardement n° 1 et de la base britannique RAF Elvington.
Il met sur pied, instruit et conduit au combat les groupes de bombardement lourd :  I/25 « Tunisie » et  II/23 « Guyenne », équipés de Halifax. Le Lieutenant-colonel Bailly participe personnellement à six missions au-dessus de l'Allemagne. Sous sa direction, ces groupes de bombardement lourd effectuent 1 897 sorties et subissent de lourdes pertes au-dessus des objectifs ennemis.
Promu colonel en 1944, il commande le Groupement des Écoles en Afrique du Nord en avril 1945. Il reçoit la cravate de Commandeur de la Légion d'honneur, la même année.

### Après-guerre
En mai 1946, après un passage en tant que Commandant de l’Air au Maroc, il est promu Général de brigade. Il prend, en novembre, le commandement du Groupement Militaire des Transports Aériens.
En avril 1947, le Général Bailly est nommé premier sous-chef de l'Etat-Major de l'Armée de l'Air, puis commandant de la Défense Aérienne du Territoire en février 1949.
En 1951, il est élevé à la dignité de Grand Officier de la Légion d’honneur.
Membre titulaire du Conseil supérieur des Forces Armées et du Conseil supérieur de l'Air de 1951 à 1957, le général de corps d'armée aérien Bailly travaille étroitement avec le Maréchal Alphonse Juin.
En 1953, le Maréchal, commandant en chef du secteur Centre-Europe de l'Organisation atlantique Nord (OTAN, dont le commandant suprême est le Général Eisenhower), fait du Général Bailly son chef d'état-major. Il assurera cette fonction de juillet 1953 à mars 1955.
Le 22 mars 1955, le Général de corps d'armée Bailly devient chef d'état-major de l'Armée de l'air et reçoit la cinquième étoile, le 1er juin de la même année. Il poursuit la modernisation de l'armée de l'air et l'oriente vers l'utilisation des fusées.
Il a sous son commandement le général Jouhaud, son sous-chef d'Etat-Major des Forces Armées.
Sous sa direction, on assiste au premier vol du Mirage III, à la Crise de Suez, « virage » officiel français vers l’arme nucléaire, ou encore, les premières études concernant le Mirage IV.

### Guerre d'Algérie (1956-1958)
Pendant la  Guerre d'Algérie, il organise et réalise l'appui aérien aux unités françaises.
En 1956, le général de Maricourt, commandant l'Armée de l'air en Algérie, propose un nouveau projet d'action pour les troupes aériennes au Général Bailly : les commandos parachutistes de l'air. Bailly validera le projet en se laissant convaincre par cette phrase : « Il est plus facile à un oiseau de marcher qu'à un serpent de voler. ». Le 12 mars 1956, une première unité d'infanterie de l'air, de type commando, est créée.
En Mars 1958, le Général d'armée Bailly trouve le poids financier de la guerre d'Algérie trop important, alors que le budget des forces opérationnelles sur le continent sont comprimés. Il demande à être déchargé de ses fonctions.

### Fin de carrière
Paul Bailly eut parfois des relations tendues et des divergences de points de vue avec le Général Charles de Gaulle, malgré un respect mutuel. De Gaulle le nomme Inspecteur Général de l'Armée de l'Air en 1958.
En 1959, Bailly devient administrateur d'une société pétrolière, la SAFREP. L'année suivante, il est attaché à la direction générale de la société Lorraine-Escaut, jusqu'en 1966.
Pour ses exploits de guerres, ses 5000 heures de vol, ses décorations militaires, le Général Bailly est nommé au rang de Grand-croix de la Légion d'honneur (Décret du 22 juillet 1959).

### Retraite
Il meurt  le 31 mai 1976, dans un accident de la route à Ligny-en-Barrois (Meuse).

### Vie privée
Il se marie deux fois. De sa première union, naissent 3 enfants : Jean-Claude, Jacques et Françoise.
Ayant en commun une passion pour l'aviation, ou encore l'armée, il se lie d'une forte amitié avec le poète et aviateur français Antoine de Saint-Exupéry.

### Carrière militaire
- 1924 :  sous-lieutenant à sa sortie de Saint-Cyr

- 1926 : lieutenant

- 1931 : capitaine

- 1938 : commandant

- 1942 : lieutenant-colonel
- 1944 : colonel
- 1946 : général de brigade
- 1949 : général de division
- 1951 : général de corps d'armée
- 1955 : général d'armée

## Décorations

### Décorations françaises
- Grand-croix de la Légion d'honneur
- Croix de guerre 1939-1945 , 3 citations
- Croix de guerre TOE , 2 citations
- Croix du combattant
- Médaille de l'Aéronautique
- Médaille coloniale agrafe AFRIQUE
- Médaille commémorative de la guerre 1939-1945
- Médaille commémorative de Syrie-Cilicie agrafe LEVANT

### Décorations étrangères
- Chevalier / Dame commandeur (Knight / Dame Commander) de l’ordre de l'Empire britannique
- Officier de la Legion of Merit (États-Unis)
- Grand officier de l'ordre du Mérite de la République italienne
- Commandeur de l'Ordre de la Couronne belge
- Commandeur de 1ère classe de l’Ordre de l'Épée de Suède
- Commandeur de 1ère classe de l’Ordre de l’armée du peuple yougoslave
- Grand Officier de l’Ordre du Ouissam Alaouite (Maroc)
- Médaille d’argent de l'ordre du Mérite syrien